# Partit Regionalista Independent
El Partit Regionalista Independent (acrònim: PRI; en castellà i oficialment, Partido Regionalista Independiente) va ser un partit polític xilè d'ideologia centrista i regionalista, que en el moment de la seva fundació es va plantejar com a alternativa a les coalicions predominants en el sistema electoral xilè.
Va fundar-se el 4 de juliol de 2006, després de la fusió dels partits Aliança Nacional dels Independents (ANI) i Partit d'Acció Regionalista de Xile (PAR), moviments abans agrupats en la Força Regional Independent.
L'any 2014, el partit va decidir sumar-se a la coalició conservadora Chile Vamos.
Al febrer de 2014 el PRI va ser declarat dissolt pel Servei Electoral de Xile després de no arribar al 5% mínim de vots en les eleccions parlamentàries de 2013, però va tornar-s'hi a inscriure a l'abril de 2014. Estava legalitzat a les regions d'Arica i Parinacota, Tarapacá, Antofagasta, Atacama, Coquimbo, Valparaíso, Metropolitana, Maule, Araucanía, Los Ríos, Los Lagos, Aysén i Magallanes.
A les eleccions parlamentàries de 2017 no va aconseguir cap diputat ni va aconseguir el percentatge mínim de vots per continuar existint, per la qual cosa es va fusionar amb Democràcia Regional Patagónica per formar el Partit Regionalista Independent Demòcrata.

## Presidents

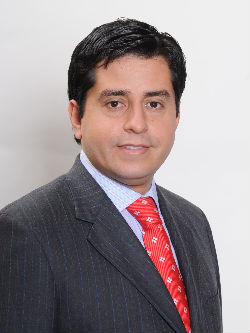
Pedro Araya Guerrero, president del PRI entre 2010 i 2011, abans de renunciar al partit

- Joan Carles Moraga Duque (2006-2008)
- Jaime Mulet Martínez (2008-2009)
- Adolfo Zaldívar Larraín (2009-2010)
- Eduardo Díaz del Río (2010)
- Pedro Araya Guerrero (2010-2011)
- Carlos Olivares Zepeda (2011-2013)
- Humberto de la Maza Maillet (2013-2015)
- Alejandra Bravo Hidalgo (2015-2018)
- Eduardo Salas Cerda (2018)[7]

## Directiva (2018)
L'última directiva del partit va estar composta per:
- President: Eduardo Salas Cerda.
- Primer vicepresident: Jorge Acevedo Zamorano.
- Segon vicepresident: Hugo Ortiz de Filippi.
- Secretari general: vacant.
- Subsecretària: Paola Vidal Vergara.
- Tresorer: Carlos Caramori Donoso.
- Protesorero: Alejandro Salas Cerda.
- Directors: 
  - Blas Araya Rivera.
  - Llum Osorio Bahamondes.
  - Raúl Herrera Herrera.
  - Edith Tàpia López.